# Campionati europei individuali di ginnastica artistica 2013 - Anelli
La finale ad attrezzo agli anelli ai Campionati Europei si è svolta allo Sportivnyj Kompleks Olimpijskij di Mosca, Russia il 20 aprile 2013.

## Podio
| Oro                                               | Argento | Bronzo                                                     |
| Samir Aït Saïd - Ihor Radivilov Francia - Ucraina | —       | Danny Pinheiro-Rodrigues - Matteo Morandi Francia - Italia |

## Qualificazioni
| Pos. | Ginnasta                    | Totale | Qual. |
| ---- | --------------------------- | ------ | ----- |
| 1    | Denis Abljazin              | 15.733 | Q     |
| 2    | Eleutherios Petrounias      | 15.625 | Q     |
| 3    | Ihor Radivilov              | 15.583 | Q     |
| 4    | Lambertus Van Gelder        | 15.533 | Q     |
| 5    | Samir Ait Said              | 15.366 | Q     |
| 6    | Marcel Nguyen               | 15.300 | Q     |
| 7    | Danny Pinheiro-Rodrigues    | 15.200 | Q     |
| 8    | Matteo Morandi              | 15.200 | Q     |
| 9    | Oleksandr Vorobiov          | 15.075 | R1    |
| 10   | Davtyan Vahagn              | 15.066 | R2    |
| 11   | Kōnstantinos Kōnstantinidīs | 15.066 | R3    |

## Classifica
| Rank   | Gymnast                  | D Score | E Score | Pen. | Total  |
| ------ | ------------------------ | ------- | ------- | ---- | ------ |
| Oro    | Samir Aït Saïd           | 6.800   | 8.666   | —    | 15.466 |
| Oro    | Ihor Radivilov           | 6.700   | 8.766   | —    | 15.466 |
| Bronzo | Danny Pinheiro-Rodrigues | 6.700   | 8.733   | —    | 15.433 |
| Bronzo | Matteo Morandi           | 6.700   | 8.733   | —    | 15.433 |
| 5      | Eleutherios Petrounias   | 7.000   | 8.400   | —    | 15.400 |
| 5      | Denis Abljazin           | 6.700   | 8.700   | —    | 15.400 |
| 7      | Yuri van Gelder          | 6.800   | 8.566   | —    | 15.366 |
| 8      | Marcel Nguyen            | 6.300   | 8.833   | —    | 15.133 |